# Station Brussel-Zuid (internationaal)
De internationale zone van Brussel-Zuid werd geopend in 1994, bestaat uit 6 sporen en bedient alle internationale hogesnelheidstreinen van België (Eurostar Blue, Eurostar Red, ICE, TGV). Vanuit dit station bereikt men in minder dan 2 uur Amsterdam, Londen, Parijs en het Ruhrgebied.

## Eurostar
Voorafgaand aan de opening zijn de sporen gereserveerd en gerenoveerd, om internationale hogesnelheidstreinen te kunnen verwerken. In 1994 werd de eerste hogesnelheidsdienst gestart, naar Londen met de Eurostar. Deze treinen gebruiken de sporen 1 en 2, omdat Groot-Brittannië niet tot de Schengenzone behoort. Daarom zijn de sporen 1 en 2 afgezet met hekken, er moet een paspoortcontrole plaatsvinden voor er op de trein mag gestapt worden. De Eurostartreinen van en naar Nederland stoppen op spoor 3.

## Eurostar Red, voorheen Thalys
In 1996 werden de hogesnelheidsdiensten gestart naar Parijs en Amsterdam Centraal, het was tevens de laatste dag dat de Eurocity-treinen reden via het normale spoor. In 1997 werden de hogesnelheidsdiensten gestart naar Duitsland, onder meer naar Aken Hbf en Keulen Hbf. Tevens werd in datzelfde jaar enkele Thalys-verbindingen doorgetrokken naar station Oostende via onder meer Brugge en Gent-Sint-Pieters.
Tussen 2016 en 2022 had Thalys met IZY een lagekostentrein op de verbinding Brussel-Parijs.

## ICE
In 2002 reed de ICE voor het eerst naar Frankfurt (Main) Hauptbahnhof.

## Treindienst

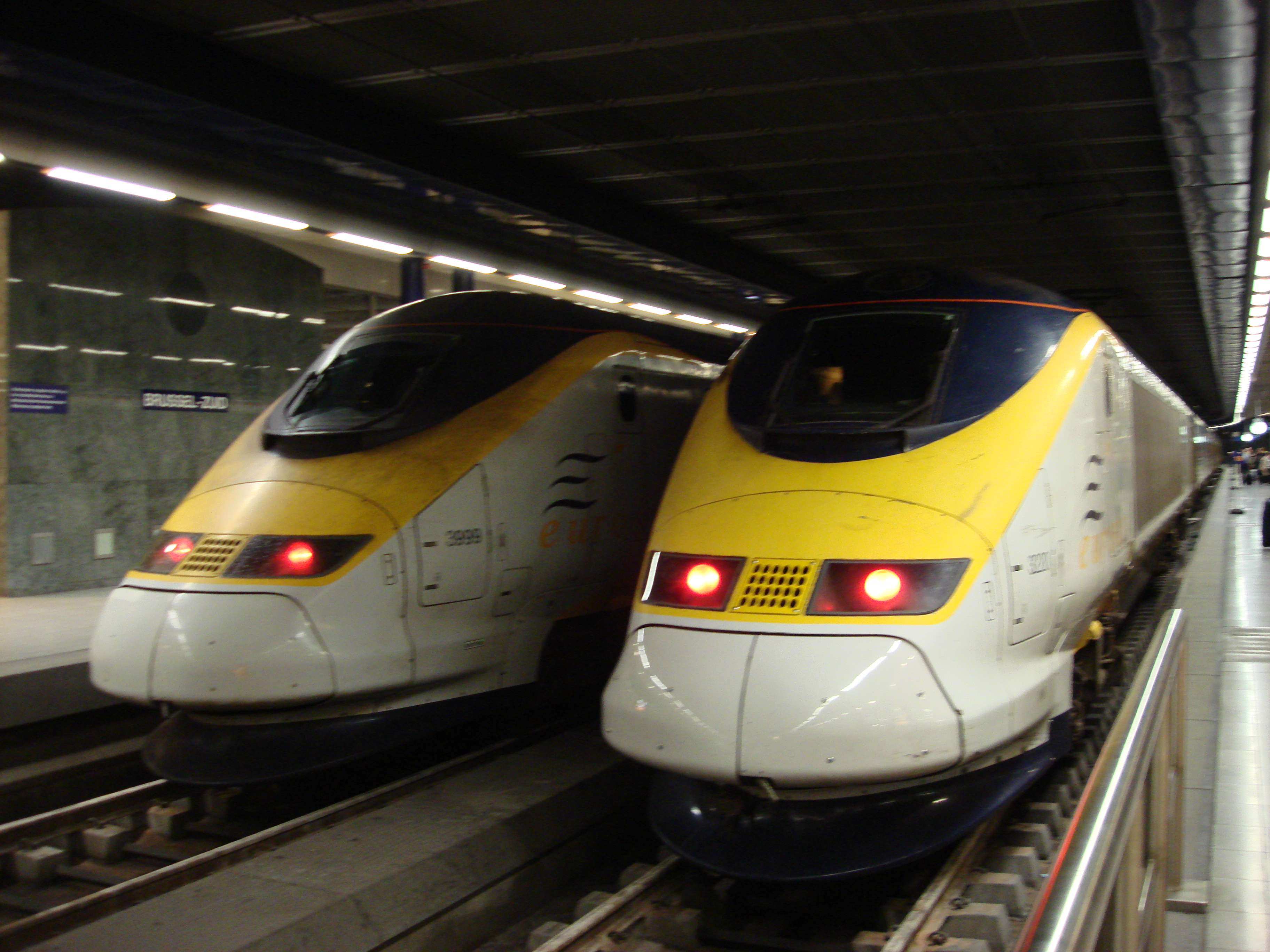
Twee treinen van Eurostar in Brussel-Zuid

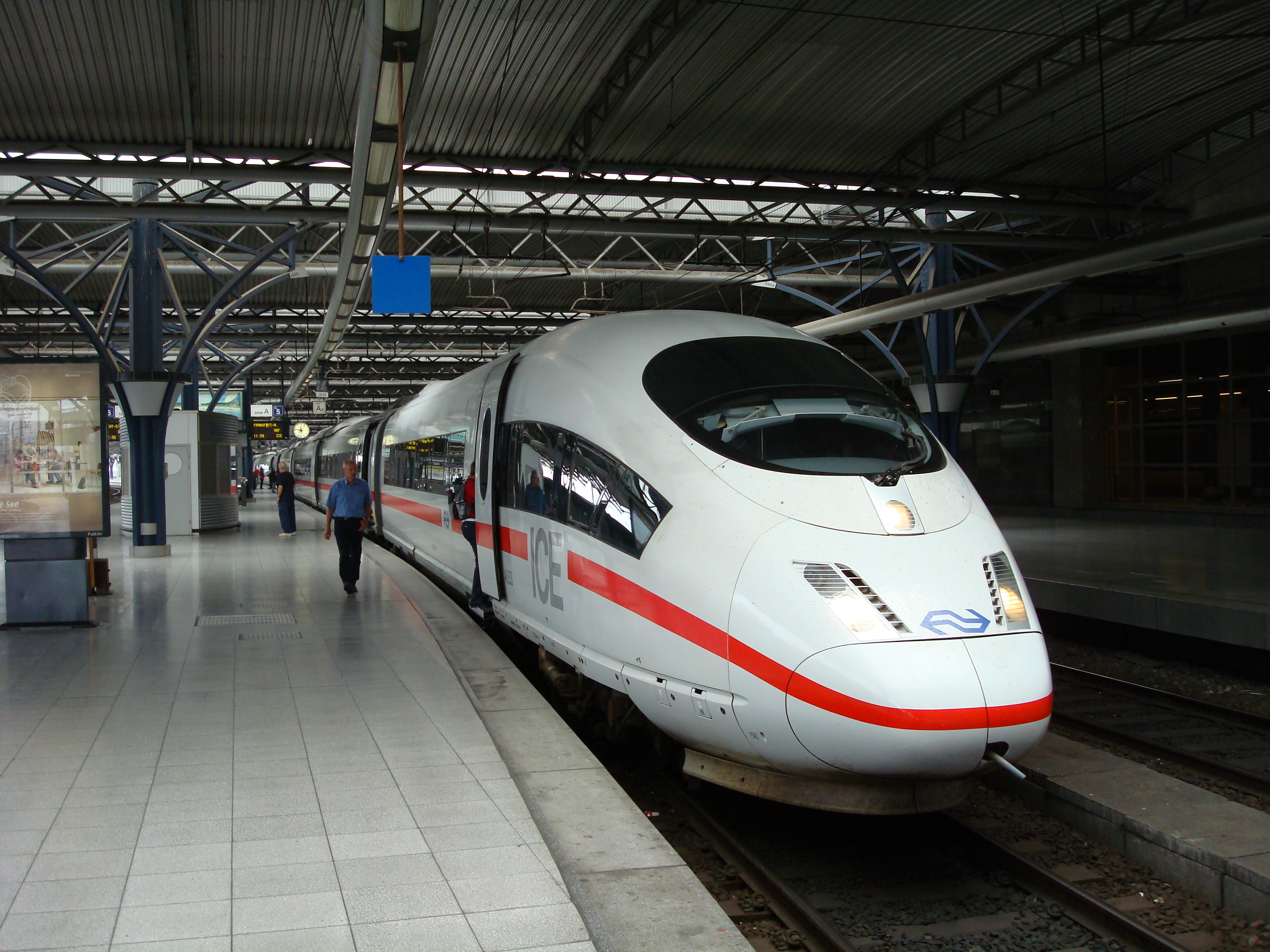
Een ICE-trein in Brussel-Zuid

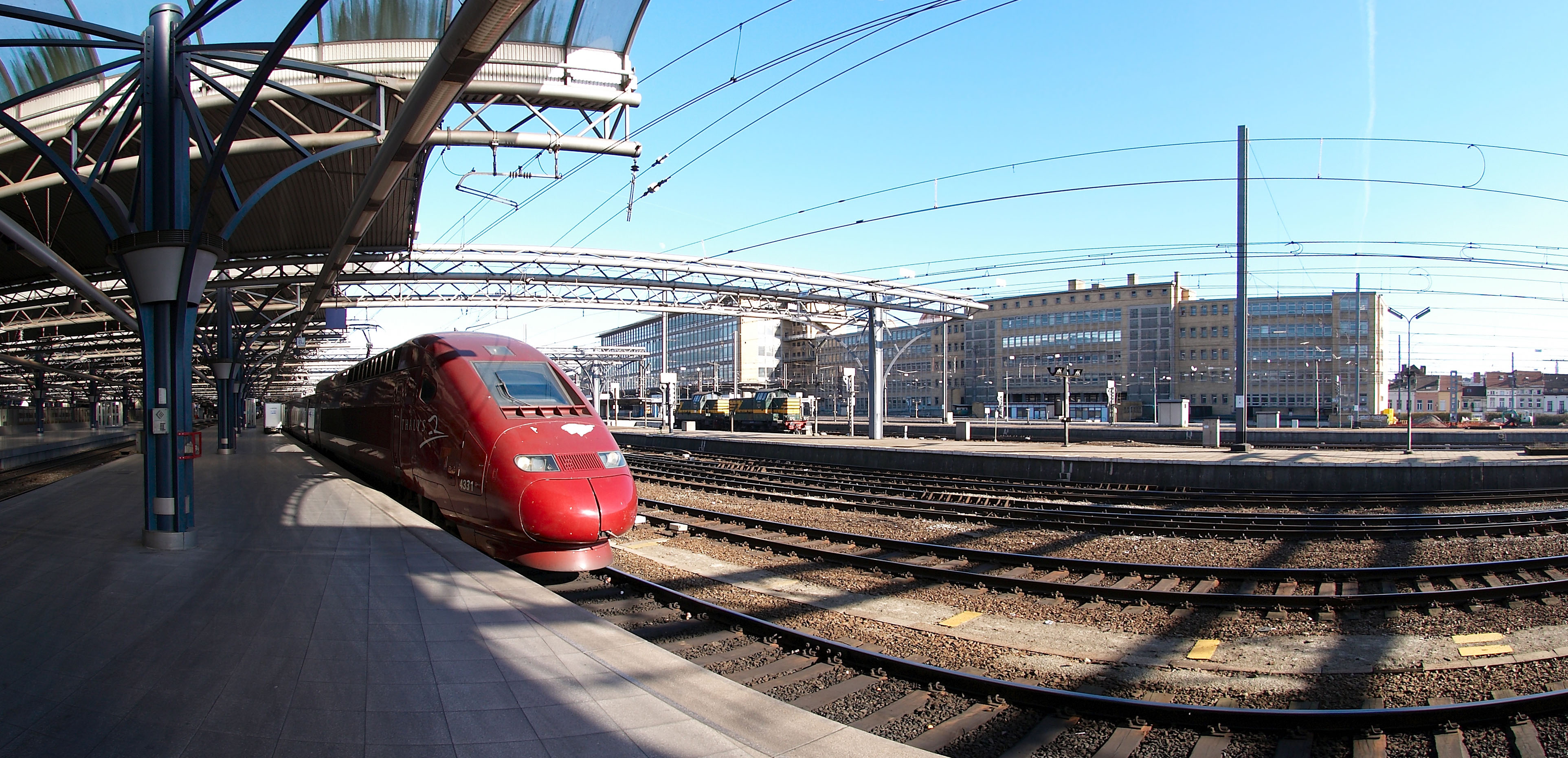
Een trein van Thalys aan de rand van de HST-terminal

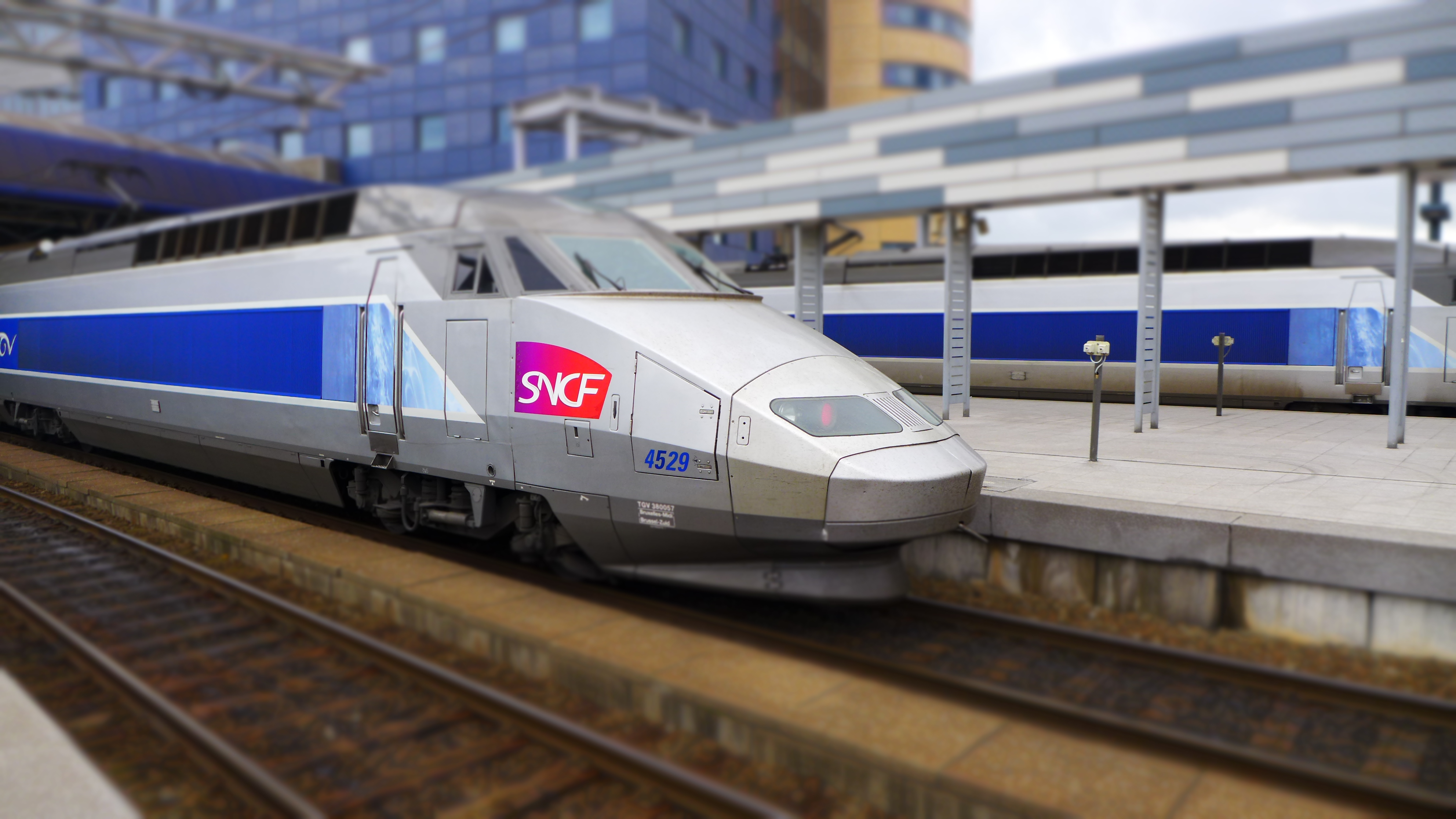
Een TGV-trein

De volgende hogesnelheidstreinen doen het station van Brussel-Zuid aan.

### Internationaal

#### Eurostar
| Treintype | Verbindingen | Dienstregeling                     | Opmerkingen                      |
| --------- | --- | ---------------------------------- | -------------------------------- |
| EUR       | London St Pancras Intl. - Lille-Europe - Brussel-Zuid                                                                          | 16×/dag                            |                                  |
| EUR       | London St Pancras Intl. - Lille-Europe - Brussel-Zuid - Rotterdam Centraal - Amsterdam Centraal                                | 2×/dag                             | In beide richtingen via spoor 3. |
| EUR       | Brussel-Zuid - Paris-Nord | 16×/dag*                           |                                  |
| EUR       | Amsterdam Centraal - Schiphol - Rotterdam Centraal - Antwerpen-Centraal - Brussel-Zuid - Paris-Nord                            | 11×/dag                            |                                  |
| EUR       | Amsterdam Centraal - Schiphol - Rotterdam Centraal - Antwerpen-Centraal - Brussel-Zuid - Marne-la-Vallée - Chessy              | 2×/dag                             |                                  |
| EUR       | Paris-Nord - Brussel-Zuid - Luik-Guillemins - Aken Hbf - Keulen HBF                                                            | 9×/dag                             |                                  |
| EUR       | Paris-Nord - Brussel-Zuid - Luik-Guillemins - Aken Hbf - Keulen HBF - Düsseldorf Hbf - Duisburg Hbf - Essen Hbf - Dortmund Hbf | 3×/dag                             |                                  |
| EUR       | Amsterdam Centraal - Brussel-Zuid - Albertville - Bourg-Saint-Maurice                                                          | Enkel tijdens winter               |                                  |
| EUR       | Amsterdam Centraal - Brussel-Zuid - Avignon - Marseille Saint-Charles                                                          | Enkel tijdens zomer                |                                  |
| EUR       | Brussel-Zuid - Straatsburg | 1×/maand, 320 km/h i.p.v. 300 km/h |                                  |

*Inclusief de ritten vanuit Amsterdam en Keulen/Dortmund.

#### InterCityExpress
| Serie  | Treinsoort                        | Route | Bijzonderheden       |
| ------ | --------------------------------- | --- | -------------------- |
| ICE 79 | InterCityExpress (DB Fernverkehr) | Brussel-Zuid – Brussel-Noord – Luik-Guillemins – Aachen Hbf – Köln Hbf – Frankfurt (Main) Flughafen Fernbahnhof – Frankfurt (Main) Hbf | Rijdt elke twee uur. |

#### TGV
| Treintype          | Verbindingen | Dienstregeling                |
| ------------------ | --- | ----------------------------- |
| TGV Marseille      | Brussel-Zuid - Lille-Europe - Aéroport CDG 2 TGV - Marne-la-Vallée - Chessy (Disneyland) - Lyon-Part-Dieu - Valance TGV - Avignon TGV - Marseille                                                                               | 1×/dag                        |
| TGV Marseille      | Brussel-Zuid - Lille-Europe - Aéroport CDG 2 TGV - Marne-la-Vallée - Chessy (Disneyland) - Lyon-Part-Dieu - Valance TGV - Aix-en-Provence - Marseille                                                                           | 1×/dag                        |
| TGV Marseille/Nice | Brussel-Zuid - Lille-Europe - Aéroport CDG 2 TGV - Marne-la-vallée - Chéssy (Disneyland) - Lyon-Part-Dieu - Avignon TGV - Aix-en-Provence - Marseille - Toulon - Draguignan - Saint-Raphaël-Valescure - Cannes - Antibes - Nice | 1×/dag                        |
| TGV Montpellier    | Brussel-Zuid - Lille-Europe - Aéroport CDG 2 TGV - Marne-la-Vallée - Chessy - Lyon-Part-Dieu - Valence TGV - Nîmes - Montpellier-Saint-Roch                                                                                     | 2×/dag                        |
| TGV Lyon-Part-Dieu | Brussel-Zuid - Lille-Europe - Arras - Aéroport CDG 2 TGV - Marne-la-Vallée - Chessy - Le Creusot TGV - Lyon-Part-Dieu | 1×/dag                        |
| TGV Rennes         | Brussel-Zuid - Lille-Europe - Aéroport CDG 2 TGV - Marne-la-Vallée - Chessy - Rennes | 1×/dag                        |
| TGV Straatsburg    | Brussel-Zuid - Lille-Europe - Arras - Aéroport CDG 2 TGV - Champagne-Ardenne TGV - Lorraine TGV - Straatsburg | 2×/dag - 320km/u ipv 300 km/u |
| TGV Bordeaux       | Brussel-Zuid - Lille-Europe - Aéroport CDG 2 TGV - Marne-la-Vallée - Chessy - Massy TGV - St-Pierre-des-Corps - Poitiers - Angoulême - Bordeaux-Saint-Jean                                                                      | 1×/dag                        |

Doordat deze treinen op verschillende tijdstippen rijden, kan men doorheen de dag 9 keer rechtstreeks sporen naar Lille en Aéroport Charles-de-Gaulle, 6 keer naar Lyon en 3 keer naar Marseille.

#### Benelux (16×/dag in beide richtingen)
| Serie      | Treinsoort                    | Route | Bijzonderheden                |
| ---------- | ----------------------------- | --- | ----------------------------- |
| 9200 IC 35 | EuroCity, Beneluxtrein (NMBS) | Rotterdam Centraal – Breda – Noorderkempen – Antwerpen-Centraal – Mechelen – Brussels Airport-Zaventem – Brussel-Noord – Brussel-Centraal – Brussel-Zuid | Via HSL Schiphol - Antwerpen. |

#### Nightjet
| Serie    | Treinsoort     | Route | Bijzonderheden |
| -------- | -------------- | --- | --- |
| NJ 425   | Nightjet (ÖBB) | Brussel-Zuid – Brussel-Noord – Luik-Guillemins – Aachen Hbf – Köln-Ehrenfeld – Bonn Hbf – Koblenz Hbf – Mainz Hbf – Frankfurt (Main) Süd – Erfurt Hbf – Halle (Saale) Hbf – Berlin Südkreuz – Berlin Hbf            | Drie keer per week. Trein splitste en combineerde in Mannheim Hbf. Rijdt Brussel – Mannheim samen NJ 40425. Rijdt Mannheim – Berlijn samen met NJ 40469. |
| NJ 40425 | Nightjet (ÖBB) | Brussel-Zuid – Brussel-Noord – Luik-Guillemins – Aachen Hbf – Köln-Ehrenfeld – Bonn Hbf – Koblenz Hbf – Mainz Hbf – München Ost – Rosenheim – Salzburg Hbf – Linz Hbf – Sankt Pölten Hbf – Wien Meidling – Wien Hbf | Drie keer per week. Trein splitste en combineerde in Mannheim Hbf. Rijdt Brussel – Mannheim samen met NJ 425. Rijdt Mannheim – Wenen samen met NJ 469.   |

#### European Sleeper
| Serie | Treinsoort                          | Route | Bijzonderheden                                                                       |
| ----- | ----------------------------------- | --- | ------------------------------------------------------------------------------------ |
| 450   | European Sleeper (European Sleeper) | Brussel-Zuid – Antwerpen-Centraal – Roosendaal – Rotterdam Centraal – Den Haag HS – Schiphol Airport – Amsterdam Centraal – Amersfoort Centraal – Deventer – Bad Bentheim – Berlin Hbf – Dresden Hbf – Praha hl.n. | Stopt 2-3x per week. Stopt richting Brussel niet op Schiphol Airport en Den Haag HS. |